# Sympergoides nasutus
Sympergoides nasutus är en skalbaggsart som beskrevs av Lane 1970. Sympergoides nasutus ingår i släktet Sympergoides och familjen långhorningar. Inga underarter finns listade i Catalogue of Life.